# Tom DeFalco
Tom DeFalco (26 de junio de 1950) es un escritor y editor de cómics estadounidense conocido por su asociación con Marvel Comics y sus largos periodos en los títulos Amazing Spider-Man, Thor, Fantastic Four y Spider-Girl, para la que creó Mayday Parker.

## Carrera
Mientras estaba en la universidad, DeFalco «escribió para algunos periódicos locales, una tira de prensa semanal e hizo algunos cuentos cortos» y después de graduarse «se puso en contacto con varias compañías de cómics», comenzando así su carrera como asistente editorial en Archie Comics a mediados de 1972. Durante su tiempo en Archie Comics «inició y desarrolló la serie Archie Comics Digest, que todavía se produce hoy en día y se mantiene como la serie más rentable de la compañía». DeFalco aprendió rápidamente y pronto comenzó a escribir Archie, el título estrella de la editorial, así como para otros títulos como Scooby-Doo y Josie and the Pussycats.
DeFalco escribió brevemente para DC Comics a finales de la década de 1970. Escribió el guion de varias historias de Jimmy Olsen y Lois Lane para el título Superman Family, el último número de Starfire (octubre noviembre de 1977) y una historia de Cain en House of Mystery #258 (mayo a junio de 1978). DeFalco se cambió a trabajar en Marvel Comics, donde pasó los siguientes veinte años de su carrera. Allí escribió dos números de Los Vengadores, los últimos cinco números de Machine Man, un número de Machine Man de Marvel Team-Up y lanzó Dazzler en marzo de 1981. DeFalco escribió historias de Marvel Two-In-One que incluían equipos con The Thing entre 1981 y 1982. Más tarde, DeFalco escribió una serie limitada de Machine Man en 1984, con arte de Herb Trimpe y Barry Windsor-Smith.
DeFalco fue el diseñador principal y autor de Dazzler y más tarde fue uno de los escritores de la serie Spider-Man mientras al mismo tiempo ascendía en la jerarquía editorial. Mientras escribía Dazzler, también escribió un par de números de Marvel Team-Up antes de reemplazar a Dennis O'Neil como editor de ese título y convertirse en editor de Ghost Rider, What If...? y los títulos de Spider-Man, los cuales editó a lo largo de la década de 1980.
DeFalco colaboró estrechamente con el fabricante de juguetes Hasbro a principios de la década de 1980, encabezando en 1985 al equipo creativo que «produjo la historia de fondo y los expedientes que sirvieron de base para el relanzamiento de la fenomenalmente exitosa línea de juguetes G.I. Joe y su programa de televisión animado». Como parte de este relanzamiento, Marvel produjo un cómic titulado GI Joe: A Real American Hero en junio de 1982. DeFalco editó los primeros seis números, entregando el rol de editor a Denny O'Neil en enero de 1983, así como varios números de la serie GI Joe a lo largo de la década de 1980. La serie principal GI Joe: A Real American Hero se publicó durante 155 números en los siguientes 12 años.
DeFalco fue «parte del equipo creativo que presentó a los Transformers al público estadounidense» en 1984.

### Spider-Man
En agosto de 1983, DeFalco escribió los primeros cuatro números de la tercera serie de Red Sonja y después de dejar su trabajo como editor de Spider-Man en manos de Danny Fingeroth, reemplazó a Roger Stern como escritor de The Amazing Spider-Man. Los dos colaboraron en los números 251 y 252 de abril a mayo (los números crossover con Secret Wars ), antes de que DeFalco se hiciera cargo por completo del título en el número 253, en donde permaneció por dos años, colaboración principalmente con el artista Ron Frenz. Simultáneamente con la edición de Secret Wars de Jim Shooter, DeFalco introdujo el «traje negro» de Spider-Man en las páginas de Amazing Spider-Man. DeFalco cocreó a Rose, Black Fox y Silver Sable durante su permanencia en la serie.
DeFalco y Frenz fueron retirados de The Amazing Spider-Man por el entonces editor de Spider-Man, Jim Owsley, quien declaró que habían incumplido sus plazos de manera recurrente. DeFalco y Frenz afirman que cumplieron con sus plazos con más diligencia que cualquier otro equipo creativo de Marvel en ese momento y que Owsley causó que los incumplieran al cambiar repetidamente sus cronogramas de producción. El #285 (febrero de 1987) fue su último número en el título, después del cual Owsley asumió el rol de escritor. Mientras escribía Amazing Spider-Man, DeFalco continuó editando varios cómics.

### Editor en jefe
Después de coescribir dos números de Los 4 Fantásticos (#301-302, abril a mayo de 1987), DeFalco fue el escritor de Thor #383 en septiembre. DeFalco se convirtió en el décimo editor en jefe de Marvel el 15 de abril de 1987. Este cambio fue efectivo en los cómics con fecha de portada de noviembre de 1987. De Falco ocupó ese cargo de 1987 a 1994, siendo así una de las personas con más años de servicio en ese puesto, los únicos editores en jefe con mayor antigüedad que él han sido Stan Lee (1941-1942, 1944-1972), Jim Shooter (1978-1987) y Joe Quesada (2000-2011).
En los inicios de la gestión de DeFalco como editor en jefe, el editor ejecutivo Mark Gruenwald comentó: «Tom no parece tener una visión personal tan fuerte para Marvel [como Jimm Shooter] y, como resultado, es más abierto a las visiones de otras personas. Queda por ver si eso es bueno o malo». En una entrevista con The Comic Book Gazette, DeFalco describió sus experiencias como editor en jefe como «Muy parecidas a esas viejas tiras de prensa de Bullpen Bulletins, ¡pero con muchos más gritos!».
DeFalco fue un miembro clave del equipo directivo que colocó a Marvel en la bolsa de valores y, bajo su liderazgo, las ganancias netas de Marvel por publicación aumentaron en más del 500%. Bajo su dirección, Marvel entró en una fase de expansión que generó la oportunidad para que «nuevos talentos» ingresaran a la industria del cómic y lanzó una serie de nuevos títulos con personajes originales. Después de enfrentarse a la alta dirección de la empresa, DeFalco dimitió en 1994.
Durante su tiempo como editor en jefe, DeFalco continuó escribiendo, con periodos destacados en Thor, en donde creó a los Nuevos Guerreros con el artista Ron Frenz y el spin-off Thunderstrike, además de trabajar en Los 4 Fantásticos con el artista Paul Ryan y en cómics para el sello infantil de Marvel, Star Comics.

### Regreso a Spider-Man
Defalco fue uno de los escritores de la historia de «Maximum Carnage» en 1993. Su renuncia como editor en jefe coincidió con un periodo en The Spectacular Spider-Man (#215-229, agosto de 1994 a octubre de 1995) y después regresó a The Amazing Spider-Man en enero de 1996 para los números 407-439. Durante este tiempo ayudó a coescribir la «Saga del Clon», que reveló que Peter Parker era un clon del original que había estado activo desde 1975. Peter Parker fue reemplazado por el Spider-Man original que usaba el alias «Ben Reilly». Tras varios cambios de creadores y la reacción de los aficionados, esto pronto se revirtió.
DeFalco creó a Spider-Girl, quien apareció por primera vez en un número de What If?, esto lo llevó a escribir para la línea editorial MC2, lanzada en 1998, que incluía la serie regular Spider-Girl la cual tuvo una duración de cien números. Spider-Girl después protagonizó Amazing Spider-Girl (treinta números) y The Spectacular Spider-Girl, convirtiéndola en la estrella femenina de mayor duración en una serie en solitario de Marvel. Este personaje también hizo apariciones en Amazing Spider-Man Family #5-8 y Web of Spider-Man vol. 2 #1-7.

A principios de 2009, cuando la serie Spider-Girl estaba llegando a su fin, DeFalco dijo que podría ser uno de sus últimos trabajos para Marvel, ya que corría el peligro de ser encasillado debido a su larga trayectoria con esos personajes.
Las malas noticias de trabajar en la misma cosa por tantos años es que los editores comienzan a creer que es la única cosa que puedes hacer. Así que la única manera que en la que puedo tener trabajo que no esté relacionado con Spider[-Man] es trabajar con otras compañías.
La serie Spider-Girl fue cancelada en 2010.
En 2009, DeFalco regresó a la «Saga del Clon» con la miniserie de seis partes <i id="mwARw">Spider-Man: The Clone Saga</i>, basada en el esbozo original de esta controvertida historia. Contribuyó como escritor invitado en dos números de Sensational Spider-Man vol. 2 en 2012, así como en historias para Spider-Ham 25th Anniversary Special #1 (2010), Spider-Verse Team-Up #3 (2015) y el one-shot Sensational Spider-Man: Self-Improvement en 2019.

### Otros trabajos
DeFalco es autor de más de una docena de novelas gráficas, varios cientos de historias de cómics, varias docenas de cibercomics, tres novelas y seis libros para niños, incluidas las exitosas guías publicadas por Dorling Kindersley sobre los personajes de cómics de Marvel, entre estos se encuentran Spider-Man: La guía definitiva, Vengadores: La guía definitiva, Los Cuatro Fantásticos: La guía definitiva y Hulk: La guía increíble . Ha recopilado tres volúmenes de «Comic Creators On...» para Titan Books, una serie de ensayos y pensamientos sobre los personajes de Marvel (Spider-Man, los 4 Fantásticos y los X-Men, entre 2004 y 2006).
DeFalco ha creado y desarrollado más de tres docenas de personajes que han sido licenciados para televisión, juguetes, camisetas, carteles, tarjetas coleccionables y otros productos, también ha escrito Khan y The Phantom para Moonstone Books.
En abril de 2010, Archie Comics anunció que DeFalco volvería a sus raíces, al escribir una historia de cuatro partes, «The Man from R.I.V.E.R.D.A.L.E.», que comenzaría con el número 610 de Archie Comics.
DeFalco regresó a DC Comics en agosto de 2011 escribiendo la trama de un one-shot de Superman, Superman Beyond,, como escritor invitado en Nightwing en 2012 y ayudando en Ravagers para la línea The New 52 de DC. DeFalco comenzó a escribir el guion de la serie Superboy sobre las tramas de Scott Lobdell con el número 6 (abril de 2012) y se volvió en el escritor de tiempo completo con el número 12 (octubre de 2012). Su etapa en Superboy terminó con el número 18, que fue coescrito por Tony Lee. También escribió Legion Lost #0 y del 6 al 18 además de los últimos cuatro números (#17-20) de Savage Hawkman.
En diciembre de 2016, Archie Comics lanzó una nueva serie regular, Reggie & Me, escrita por DeFalco y arte de Sandy Jarrell. En 2021, Apex Comics Group lanzó una exitosa campaña de crowdfunding para The RIGHT Project, un nuevo cómic escrito por DeFalco con lápices de Ron Frenz y tintas de Sal Buscema. Para Marvel Comics, DeFalco escribió la serie limitada Marvel Super Heroes Secret Wars: Battle World en 2023, dibujada por Pat Oliffe, una secuela de Marvel's Secret Wars de la década de 1980.

### Ape Entertainment
- Richie Rich: Rich Rescue #2 (2011)

### Apex Comics Group
- The R.I.G.H.T. Project #1 (2022)

### Archie Comics
- Archie #254-256, 258-262, 610-613, 621-622, 645, 648-649, 655, 657-658, 666 (1976-1977, 2010-2015)
- Archie & Friends #153 (2011)
- Archie Christmas Spectacular #1 (2022, one-shot)
- Archie Christmas Spectacular #1 (2023, one-shot)
- Archie Double Digest #220, 221, 262, 266, 270, 273, 338, 341 (2011-2016, 2023)
- Archie Halloween Spectacular (2023, one-shot)
- Archie's Funhouse Double Digest #15 (2015)
- Archie's Girls Betty and Veronica #254 (1977)
- Archie's Super Hero Comics Digest Magazine #2 (1979)
- The Archies Anniversary Spectacular #1 (2022)
- Betty #193 (2011)
- Betty and Me #105 (1979)
- Betty and Veronica vol. 2 #256, 271 (2011-2014)
- Betty and Veronica Double Digest #234, 319, 322 (2015, 2023-2024)
- Betty and Veronica: Summer Spectacular #1 (2024)
- Jughead and Archie Double Digest #15 (2015)
- Jughead's Double Digest #175-177 (2012)
- Laugh Comics #281, 311 (1974-1977)
- Life with Archie #182, 205 (1977-1979)
- Mighty Crusaders #9 (1984)
- Reggie and Me #1-5 (2017)
- Sam Hill: In the Crosshairs OGN (2015)
- World of Archie Double Digest #64, 129, 132, 133, 137 (2017, 2023-2024)

### Charlton Comics
- Scoobie Doo, Where Are You #3, 7-8 (1975-1976)
- Wheelie and the Chopper Bunch #4-5 (1976)
- Yogi Bear #25, 31 (1975-1976)

- 9-11: Artists Respond #1 (entre otros) (2002)

### DC Comics
- Adventures of Superman vol. 3 #4 (2013)
- The Best of DC #58 (Super Jrs. Holiday Special) (1985; originalmente planeado para All-New Collectors' Edition en 1977)
- Cancelled Comic Calvacade #1 (Claw the Unconquered) (1978)
- House of Mystery #258 (1978)
- Justice League of America vol. 3 #7.3 (2013)
- Justice League of America vol. 4 #23 (2017)
- Legion Lost vol. 2 #0, 6-16 (2012-2013)
- Nightwing #13-14 (2013)
- Ravagers #2 (2012)
- Savage Hawkman #17-20 (2013)
- Secrets of Haunted House #16 (1979)
- Starfire #8 (1977)
- Superboy vol. 5 #0, 6-18, Annual #1 (2012-2013)
- Superman Beyond #0 (2011)
- Superman Family #185-194 (Jimmy Olsen/Lois Lane) (1977-1979)
- Teen Titans vol. 4 #9, Annual #1 (2012)
- Young Love #126 (1977)

### Dynamite Entertainment
- Red Sonja Halloween Special One-Shot (2018)

### Image Comics
- Randy O'Donnell is the M@n #1-3 (2001)

### Marvel Comics
| - Amazing Scarlet Spider #2 (1995) - Amazing Spider-Girl #0-30 (2006-2009) - Amazing Spider-Man #251-261, 263, 265, 268-285, 365, 375, 407-439, -1, Annual #18, 22, 24, '96, '98 (1984-1998) - Amazing Spider-Man Family #1-8 (sección de Spider Girl en #5-8) (2008-2009) - American Dream #1-5 (2008) - A-Next #1-12 (1998-1999) - Avengers #179-180, Annual #16 (1979, 1987) - Avengers Next #1-5 (2007) - Avengers Unlimited Infinity Comic #37-38 (2023) - Battlestar Galactica #10 (1979) - Bizarre Adventures #31-32 (1982) - Black Knight (2009, one-shot) - Buzz #1-3 (2000) - Captain America #383 (1991) - Captain America vol. 3 #24 (1999) - Conan Saga #14 (1988) - Crazy Magazine #22-26, 29, 36, 42, 64 (1977-1980) - Darkdevil #1-3 (2000-2001) - Dazzler #1-7 (1981) - Doom 2099 #42 (1996) - Fantastic Five #1-5 (1999-2000) - Fantastic Five vol. 2 #1-5 (2007) - Fantastic Four #301-302, 356-416, 645, Annual #25 (1987, 1991-1996, 2015) - Fantastic Four: Atlantis Rising #1-2 (1995) - Fear Itself: The Worthy oneshot (2011) - Firestar #1-4 (1986) - Generation X #32 (1997) - Green Goblin #1-13 (1995-1996) - Hawkeye: Earth's Mightiest Marksman oneshot (1998) - Hercules: Heart of Chaos #1-3 (1997) - Hulk Smash Avengers #1 (2012) - Iron Age 2020 #1 (2020) - J2 #1-12 (1998-1999) - Journey into Mystery #503-513, -1 (Lost Gods) (1996-1997) - Kickers Inc. #1-5 (1986-1987) - Kid Colt oneshot (2009) - Last Hero Standing (2005) - Last Planet Standing (2006) - Machine Man #15-19 (1980-1981) - Machine Man vol. 2 #1-4 (1984) - Machine Man 2020 #1-2 (2020) - Marvel 75th Anniversary Celebration (among others) #1 (2014) - Marvel Comics #1000 (among others) (2020) - Marvel Holiday Special #1 (Thor) (1991) - Marvel Holiday Special 1996 (X-Men) (1996) - Marvel Holiday Special 2004 (Spider-Man) (2004) - Marvel Mystery Comics 70th Anniversary Special #1 (Namor/Antorcha Humana) (2009) - Marvel Super Heroes Secret Wars: Battle World #1-4 (2023-2024) - Marvel Super Special #23 (adaptación de la película Annie) (1982) - Marvel Valentine Special #1 (1997) - Marvel Tails Starring Peter Porker the Spectacular Spider-Ham #1 (1983) - Marvel Team-Up #99, 106-107, 109, 138, 140-41 (1980-1984) | - Marvel Team-Up vol. 2 #6 (1998) - Marvel Two-in-One #40, 75-87, 91-93, 96, Annual #7 (1978, 1981-1983) - Red Sonja vol. 3 #1-4 (1983-1984) - Sensational Spider-Man vol. 2 #33.1-33.2 (2012) - Sensational Spider-Man: Self-Improvement #1 (backup story) (2019) - Silver Surfer #132-133, 136 (con J.M. DeMatteis), #146 (con Glenn Greenberg), #1/2 (1997-1998) - Silver Surfer/Thor '98 (1998) - Solo Avengers #1-17 (Ojo de Halcón) (1987-1989) - Spectacular Spider-Girl #1-4 (2010) - Spectacular Spider-Man #41, 215-229, 254-255 (1980, 1994-1998) - Speedball #1 (con Steve Ditko y Roger Stern) (1988) - Spider-Girl #1-100, 1/2, Annual '99 (1998-2006) - Spider-Girl: The End #1 (2010) - Spider-Ham 25th Anniversary Special #1 (2010) - Spider-Man #1/2 (1998) - Spider-Man and His Amazing Friends #1 (1981) - Spider-Man Family oneshot (Spider-Girl) (2005) - Spider-Man/Kingpin oneshot (con Stan Lee) (1997) - Spider-Man: Maximum Clonage Alpha #1 (1995) - Spider-Man: The Clone Journal #1 (1995) - Spider-Man: The Clone Saga #1-6 (2009-2010) - Spider-Man: The Mysterio Manifesto #1-3 (2001) - Spider-Man Unlimited #1-6, 15, 18 (1993-1997) - Spider-Verse Team-Up #3 (2015) - Star Trek #7 (1980) - Star Trek: Mirror Mirror #1 (1997) - Tales of the Marvel Universe #1 (Fantastic Four) (1997) - Tales to Astonish vol. 2 #12 (1979) - Team America #11 (1983) - Thor vol. 1 #383-384, 386-400, 402-459, 490, Annual #16 (1987-1995) - Thor: The Legend #1 (1996) - Thor vol. 6 #25 (2022) - Thor Corps #1-4 (1993) - Thor: The Worthy #1 (Thunderstrike) (2020) - Thundercats #13, 15, 23 (1987-1988) - Thunderstrike #1-24 (1993-1995) - Thunderstrike vol. 2 #1-5 (2011) - Uncanny X-Men #228 (con Chris Claremont) (1988) - Untold Tales of Spider-Man #23 (con Kurt Busiek) (1997) - Web of Scarlet Spider #1-2 (1995) - Web of Spider-Man vol. 2 #1-7 (Spider-Girl) (2009-2010) - Webspinners: Tales of Spider-Man #17-18 (2000) - West Coast Avengers #41 (1989) - What If #20, 37 (1980-1983) - What If vol. 2 #105-108, 111 (1998) - Wild Thing #0-5 (1999-2000) - Wolverine #123-124 (1998) - Wolverine: Bloody Choices OGN (1991) - X-Factor #32 (1988) - X-Men Unlimited #18 (1998) - X-Men vs. The Avengers #4 (1987) |

### Moonstone Books
- Airfighters #1-2 (2010)
- Khan #1 (2005)
- Kolchak Tales: Ghost Stories #1 (2006)
- Moonstone Monsters: Vampire Vixens oneshot (2002)
- The Phantom: Generations #2 (2009)
- The Phantom: Valley of the Golden Men oneshot (2004)